# برانچبورگ (نیوجرسی)
برانچبورگ (به انگلیسی: Branchburg Township) شهری در ایالت نیوجرسی کشور ایالات متحده آمریکا است که جمعیت آن در سرشماری سال ۲۰۱۰ میلادی، ۱۴٬۴۵۹ نفر بوده‌است.